# Paula Heimann
Pour les articles homonymes, voir Heimann.
Paula Heimann, née à Dantzig le 3 février 1899 et morte à Londres le 22 octobre 1982, est une psychiatre et psychanalyste britannique d'origine allemande.

## Parcours de formation et professionnel
Paula Klatzko est née à Dantzig, alors en Allemagne, dans une famille d'origine russe. Elle étudie la médecine dans plusieurs universités allemandes et soutient sa thèse en 1925, à l'université de Breslau. Elle fait ensuite une spécialisation en psychiatrie à l'université de Heidelberg, puis s'installe à Berlin, où elle se forme à l'Institut psychanalytique de 1928 à 1932 et fait une analyse avec Theodor Reik. Elle s'est mariée en 1924 avec Franz-Anton Heimann et a une fille, Mirza. 
Du fait de la montée du nazisme et des lois de Nuremberg qui interdisaient l'exercice de professions libérales aux juifs, elle émigre en 1933, avec sa fille, à Londres où elle est invitée par Ernest Jones, et devient membre associée de la Société britannique de psychanalyse cette même année, puis membre titulaire en 1939, superviseuse en 1940 et enfin analyste didacticienne en 1944. Elle obtient la reconnaissance de ses diplômes de médecine à l'université d'Édimbourg en 1938. Elle est proche de Melanie Klein, avec qui elle reprend une analyse. Elle prend part aux Controverses scientifiques au sein de la Société britannique de psychanalyse en 1941-1945, et défend les positions kleiniennes.
En 1954, elle est nommée secrétaire du comité de formation, aux côtés d'Hedwige Hoffer, la représentante d'Anna Freud.  Elle est analyste didacticienne et fait des supervisions, au sein de la société, et également en Allemagne, à Heidelberg et à l'Institut Sigmund Freud de Francfort. Elle devient membre du Royal College of Psychiatrists en 1971 et meurt à Londres, le 22 octobre 1982.

## Théorisations et recherches scientifiques
Paula Heimann est particulièrement connue pour ses recherches sur le contre-transfert, elle est l'une des premières psychanalystes à théoriser spécifiquement cet aspect du travail analytique. 
Pour elle, le contre-transfert est un outil, et non un obstacle à éliminer, au service du psychanalyste, ce qu'elle formule ainsi : « Ma thèse est que la réponse émotionnelle de l’analyste à son patient dans la situation analytique constitue l’un des outils les plus importants pour son travail. Le contre-transfert de l’analyste est un instrument d’investigation de l’inconscient du patient ».
Sa communication sur le contre-transfert est présentée au 16e congrès international de l'Association psychanalytique internationale, en 1949, à Zurich, et publiée sous forme d'article en 1950. 

## L'affiliation au Groupe des Indépendants
Paula Heimann s'éloigne progressivement des théorisations kleiniennes et rejoint, au sein de la Société britannique de psychanalyse, le Groupe des Indépendants, aux travaux desquels elle participe durant la suite de son activité analytique.

## Publications
- « À propos du contre-transfert », p. 23-29 in Paula Heimann et al., Le contre-transfert, coll. «Bibliothèque des Analytica», Paris, Navarin, 1987 (Contribution exposée au 16e congrès international de psychanalyse de Zurich, 1949).
- (en) « On countertransference », The International Journal of Psychoanalysis, 31, 1950, p. 81-84.
- (en) « ounter-transference », British Journal of Medical Psychology, 33, 9, 1960 (Communication dans un symposium sur le contre-transfert organisé dans le cadre de la section médecine de la British Psychological Society, à Londres, le 28 octobre 1959 (article payant).
- (en) « On the Necessity for the Analyst to be Natural with his Patient », extrait sur le site de l'Institute of Psychoanalysis (1978)
- « Certaines fonctions de l'introjection et de la projection dans la première enfance », p. 115-158, in Melanie Klein, Paula Heimann, Joan Riviere & Susan Isaacs, Développements de la psychanalyse, Paris, PUF, coll. « Quadrige », 2009  (ISBN 9782130573890).
- avec Susan Isaacs, « La Régression », p. 159-186, in Melanie Klein, Paula Heimann, Joan Riviere & Susan Isaacs, Développements de la psychanalyse, coll. « Quadrige », Paris, PUF, 2009  (ISBN 9782130573890).
- « Contribution au problème de la sublimation et de ses rapports avec les processus d’intériorisation », Journal de la psychanalyse de l'enfant no 34, « La réalité psychique et ses transformations », 2004.